# Adriana Budevska
Adriana Budevska, född 13 december 1878 i Dobrich, död 9 december 1955 i Sofia, var en bulgarisk skådespelare. Hon var en av grundarna av den professionella teatern i Bulgarien.
Budevska vann år 1895 ett stipendium att studera teater vid Malyjteatern i Moskva. Vid sin återkomst till Bulgarien 1899 blev hon anställd vid teatersällskapet i Sofia. Hon var aktiv vid den bulgariska nationalteatern från 1906 till 1926, där hon räknades som en av den bulgariska teaterns främsta krafter. Hon var särskilt känd som tragiker, och införde den ryska realismen i den bulgariska teatern. Hon författade också artiklar. Budevska levde i Sydamerika 1937-1948.
Nedslagskratern Budevska på planeten Venus uppkallad efter henne.